# Ferroelektryczna pamięć o dostępie swobodnym

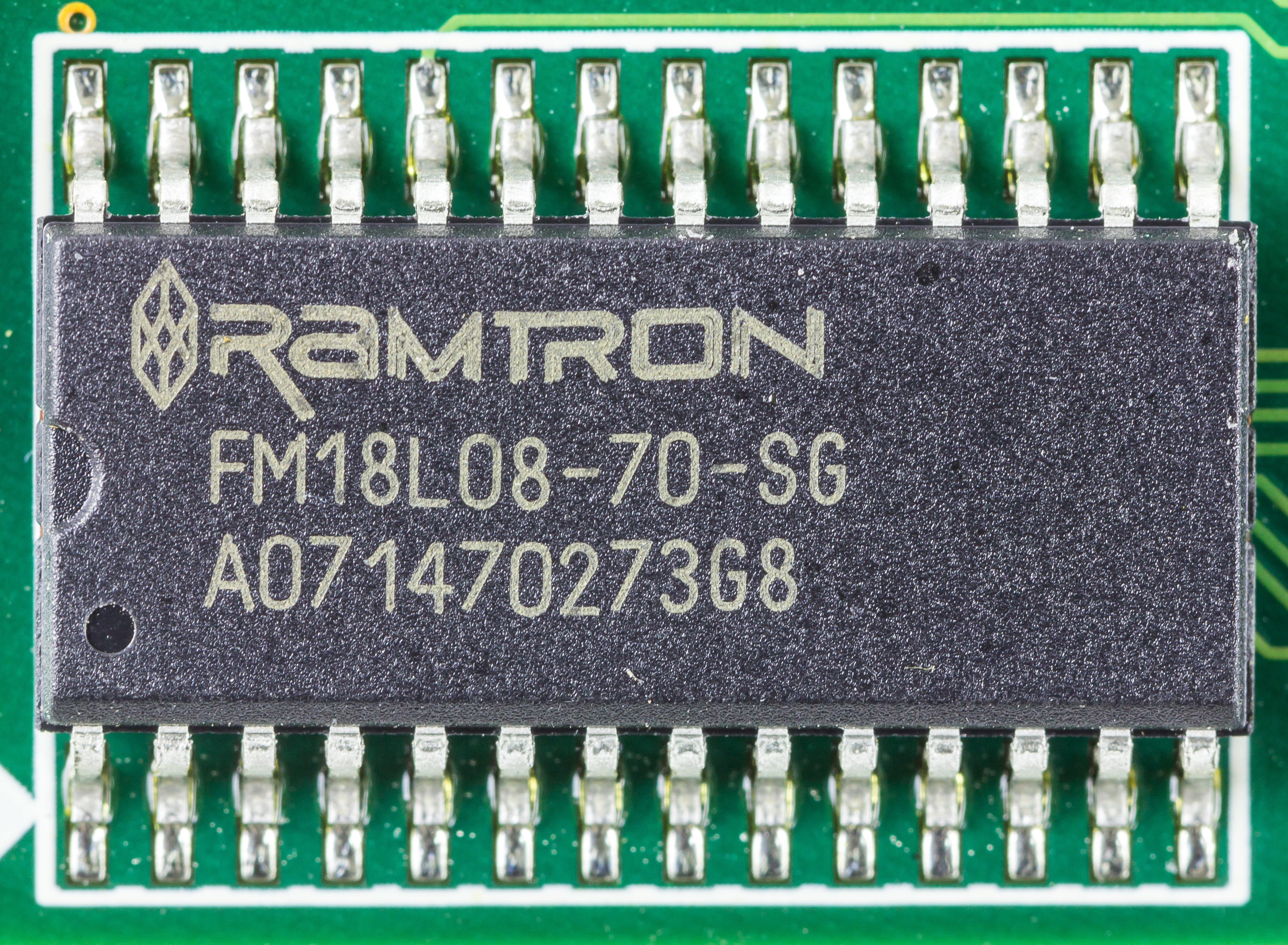
FeRAM

Ferroelektryczna pamięć o dostępie swobodnym, FRAM, FeRAM, F-RAM (od ang. ferroelectric random-access memory) – pamięć nieulotna oparta na nośniku krystalicznym: kryształach roztworu stałego cyrkonianu i tytanianu ołowiu (materiały typu perowskitu). Kryształy te zawierają wewnątrz siatki atomy o dwóch stabilnych pozycjach. Przyłożenie napięcia o odpowiedniej polaryzacji wymusza zmianę pozycji atomu. Odczyt polega na pomiarze pochłanianej energii po kolejnym przyłożeniu napięcia; wiąże się to z koniecznością regeneracji zapisu w komórce.
Ferroelektryczne pamięci o dostępie swobodnym umożliwiają adresowanie, zapisywanie i odczytywanie pojedynczych słów – w odróżnieniu od pamięci flash modyfikacja zapisu nie wymaga uprzedniego kasowania całych bloków pamięci.
Zalety:
- mały pobór energii
- bardzo duża trwałość (1012–1015 cykli zapisu[2])
- bardzo duża szybkość zapisu (rzędu nanosekund)
- stabilność w czasie (∼40 lat w temperaturze 75 °C, ~150 lat w temperaturze 65 °C)

Wady:
- duży rozmiar komórki
- kłopotliwe odświeżanie
- mała kompatybilność z technologią CMOS
- cena

Pionierami tego typu pamięci były współpracujące ze sobą firmy Texas Instruments i Ramtron International.
W roku 2013 liderami w produkcji pamięci FRAM są firmy Ramtron, Fujitsu i Lapis. Pojemność pamięci sięga 2 Mb (np. MB85RS2MT firmy Fujitsu Semiconductor). Dostępne są pamięci z interfejsem szeregowym SPI (do 40 MHz), I²C (do 3 MHz) oraz równoległym (dostęp od 20 ns).